# Dacrycarpus
Dacrycarpus é um género de conífera pertencente à família Podocarpaceae.

## Espécies
- †Dacrycarpus carpenterii[2]
- Dacrycarpus cinctus
- Dacrycarpus compactus
- Dacrycarpus cumingii
- Dacrycarpus dacrydioides
- Dacrycarpus expansus
- Dacrycarpus imbricatus
- Dacrycarpus kinabaluensis
- Dacrycarpus steupii
- Dacrycarpus vieillardii